# Pristimantis platychilus
Pristimantis platychilus är en groddjursart som först beskrevs av Lynch 1996.  Pristimantis platychilus ingår i släktet Pristimantis och familjen Strabomantidae. IUCN kategoriserar arten globalt som sårbar. Inga underarter finns listade i Catalogue of Life.